# Helincheneiche
Die Helincheneiche ist eine etwa 12 Meter hohe und etwa 500 Jahre alte Drillingseiche am nordöstlichen Ortsrand von Steinborn, einem Ortsteil von Eisenberg im Donnersbergkreis.

## Allgemeines
Der Baum steht am Waldrand, am Ostende der Straße „An der Helincheneiche“. Er wurde am 1. April 1972 zum Naturdenkmal erklärt. Die Vitalität des Baumveteranen ist sichtbar zurückgegangen, zu seiner Erhaltung werden dem Baum Stützen angelegt.

## Sage
Seinen Namen erhielt der Baum angeblich nach Helinchen, der Heldin einer Erzählung. Dieser Überlieferung nach war sie die Tochter eines Bauern in Unterkerzenheim. Helinchen sollte mit dem Sohn eines reichen Bauern verheiratet werden, liebte aber den Oberjäger Anselm des Grafen Eberhard von Eberstein auf Burg Stauf. Als dies bekannt wurde, schickte der Graf auf Bitten der Eltern seinen Jäger in eine einsame Klause im Kerzenheimer Hinterwald, woraufhin Helinchen vor Kummer starb. Die Leichenträger hörten, als Helinchen bestattet werden sollte, ein irres Lachen und sahen das Gesicht des Mädchens hinter dem Fenstergitter der Giebelstube des Hofes. Anselm fiel im Kampf gegen den Rau- und Wildgrafen im unteren Alsenztal. Sterbend vergab er seinem Herrn. Helinchen und Anselm sollen in Vollmondnächten unter der Helincheneiche zu sehen sein.